# Quettaciònids
Els quettaciònids (Quettacyonidae) són una família de mamífers prehistòrics que visqueren al subcontinent indi durant l'Eocè inferior i mitjà. Formen part del subordre dels condilartres.

## Taxonomia
- Obsashtakaia
  - Obashtakaia aeruginis
- Quettacyon
  - Quettacyon parachai - Ghazij, Balutxistan (Pakistan)
- Sororocyon
  - Sororocyon usmanii